# Cyclosa circumlucens
Cyclosa circumlucens är en spindelart som beskrevs av Simon 1907. Cyclosa circumlucens ingår i släktet Cyclosa och familjen hjulspindlar. Inga underarter finns listade i Catalogue of Life.